# Port lotniczy Ulanhot
Port lotniczy Ulanhot (IATA: HLH, ICAO: ZBUL) – port lotniczy położony w Ulanhocie, w regionie autonomicznym Mongolia Wewnętrzna, w Chińskiej Republice Ludowej.

## Linie lotnicze i połączenia
| Linia Lotnicza         | Kierunek |
| ---------------------- | --- |
| Air China              | 1. Pekin 2. Hohhot 3. Xilinhot |
| Chengdu Airlines       | 1. Baotou 2. Bayannur 3. Chengdu-Tianfu 4. Chifeng 5. Erenhot 6. Hulun Buir 7. Hohhot 8. Jiagedaqi 9. Luoyang 10. Ordos 11. Taiyuan 12. Tongliao 13. Wuhai 14. Xilinhot 15. Zhengzhou |
| China Eastern Airlines | 1. Wuhan |
| China Express Airlines | 1. Baotou 2. Hohhot 3. Shenyang 4. Tiencin 5. Tongliao |
| China United Airlines  | 1. Pekin-Daxing |
| Genghis Khan Airlines  | 1. Changchun 2. Hohhot 3. Manzhouli |
| Juneyao Airlines       | 1. Szanghaj-Pudong 2. Shenyang |
| Loong Air              | 1. Hangzhou 2. Harbin 3. Shenzhen |
| Tianjin Airlines       | 1. Chifeng 2. Hulun Buir 3. Xi’an |